# Slag bij Dessau
De Slag bij de brug van Dessau (Duits: Schlacht bei Dessau) was een veldslag in de Dertigjarige Oorlog bij Dessau op 25 april 1626. Het katholieke leger onder leiding van Albrecht von Wallenstein versloeg de protestantse soldaten van Ernst van Mansfeld in de slag.

## Aanloop
Met de intrede van koning Christiaan IV van Denemarken in de Dertigjarige Oorlog in 1625 floreerde er weer nieuwe hoop voor de protestantse staten, die wel gebaat waren bij de inmenging van de Denen. Met de nieuwe alliantie kreeg Christiaan van Brunswijk-Wolfenbüttel de gelegenheid om de katholieken opnieuw de strijd te verklaren na zijn overwinning bij Fleurus. Hij verwachtte een inval van de katholieke troepen onder de Tilly en stuurde Ernst von Mansfeld eropuit. Om de opmars van zijn tegenstander te stoppen.

## De slag
In het vroege voorjaar van 1625 begon Mansfeld zijn tocht naar Dessau. Wallenstein die de bewegingen van Mansfeld had waargenomen trok met zijn leger van 20.000 man naar de Elbe. Daar troffen de beide legers elkaar en Mansfeld die op zijn ervaring vertrouwde, tegenover de onervaren Wallenstein, gooide zijn soldaten de brug op en vertrouwde daar op de vernauwing om Wallenstein tegen te houden. Dit bleek echter een fatale fout te worden toen zijn soldaten werden blootgesteld aan het hele leger van Wallenstein.
Mansfeld trok zijn troepen terug en vernam dat zijn leger inmiddels 4.000 doden telde. Hij trok eerste terug naar Silezië en daarna bood hij zijn diensten aan bij de Republiek Venetië. Hij overleed onderweg en zijn leger werd ontbonden. Inmiddels was Wallenstein naar Tilly getrokken die bij Brunswijk streed.
De Slag bij Dessau was het eerste grote militaire succes van Wallenstein in dienst van de keizer tijdens de Dertigjarige Oorlog en was de start van zijn bliksemsnelle bevorderingen. Johann von Aldringen, die de troepen van Mansfeld tegenhield op de brug, werd voor zijn diensten beloond met de titel freiherr.